# Ларкина, Анна Игоревна
Анна Игоревна Ларкина (род. 2 января 1998) — российская спортсменка, выступающая в синхронном плавании.

## Карьера
Воспитанница СШОР «МГФСО» Москомспорта, тренер — Полянская Е. Н.
На первых Европейских играх первенствовала в группе и в комбинации.